# Premio Ramón Cobo
El Premio Ramón Cobo es un galardón que entrega, desde 2011, el comité de entrenadores de la Real Federación Española de Fútbol a aquellos entrenadores que hayan destacado por una actitud concreta o por un comportamiento general a lo largo de la temporada en Primera, Segunda, Segunda B y Primera División Femenina, y en Primera y Segunda División de fútbol sala. Se denomina así en recuerdo a Ramón Cobo, que fue presidente del comité de entrenadores.

## I Edición: Temporada 2010/11[2]
|                              | Entrenador           | Equipo                  |
| ---------------------------- | -------------------- | ----------------------- |
| Primera División             | Mauricio Pochettino  | RCD Español             |
| Segunda División             | Paco Herrera         | RC Celta de Vigo        |
| Segunda División B Grupo I   | Antonio Acosta       | RSD Alcalá              |
| Segunda División B Grupo II  | Carlos Pouso         | CD Mirandés             |
| Segunda División B Grupo III | Lluís Carreras       | CE Sabadell FC          |
| Segunda División B Grupo IV  | Iñaki Alonso         | Real Murcia CF          |
| Primera División Fútbol Sala | Marc Carmona         | FC Barcelona            |
| Segunda División Fútbol Sala | David Ramos Barragán | Puertollano Fútbol Sala |

## II Edición: Temporada 2011/12
|                              | Entrenador            | Equipo                    |
| ---------------------------- | --------------------- | ------------------------- |
| Primera División             | Juan Ignacio Martínez | Levante UD                |
| Segunda División             | José Luis Oltra       | RC Deportivo de La Coruña |
| Segunda División B Grupo I   | Alberto Toril         | Real Madrid Castilla CF   |
| Segunda División B Grupo II  | Claudio Barragán      | SD Ponferradina           |
| Segunda División B Grupo III | Gustavo Siviero       | CD Atlético Baleares      |
| Segunda División B Grupo IV  | Manuel Herrero Galaso | Real Jaén CF              |
| Primera División Fútbol Sala | Jesús Velasco         | Segovia Futsal            |
| Segunda División Fútbol Sala | Bruno García          | Oxipharma Granada         |

## III Edición: Temporada 2012/13
|                              | Entrenador                  | Equipo                  |
| ---------------------------- | --------------------------- | ----------------------- |
| Primera División             | Philippe Montanier          | Real Sociedad de Fútbol |
| Segunda División             | Fran Escribá                | Elche CF                |
| Segunda División B Grupo I   | Pablo Alfaro                | CD Leganés              |
| Segunda División B Grupo II  | José Ignacio González Sáenz | Deportivo Alavés        |
| Segunda División B Grupo III | Nicolás Estévez Martínez    | Huracán Valencia CF     |
| Segunda División B Grupo IV  | Miguel Rivera Mora          | Écija Balompié          |
| Primera División Femenina    | Juan Luis Fuentes           | Athletic Club           |
| Primera División Fútbol Sala | Imanol Arregui              | Xota Fútbol Sala        |
| Segunda División Fútbol Sala | Juan Francisco Gea          | CFS Jumilla             |

## IV Edición: Temporada 2013/14[3]
|                              | Entrenador            | Equipo                        |
| ---------------------------- | --------------------- | ----------------------------- |
| Primera División             | Ernesto Valverde      | Athletic Club                 |
| Segunda División             | Fernando Vázquez Pena | RC Deportivo de La Coruña     |
| Segunda División B Grupo I   | Paco Fernández Gómez  | Real Racing Club de Santander |
| Segunda División B Grupo II  | Asier Garitano        | CD Leganés                    |
| Segunda División B Grupo III | José Antonio Seligrat | Club Lleida Esportiu          |
| Segunda División B Grupo IV  | Luis César Sampedro   | Albacete Balompié             |
| Primera División Femenina    | Xavi Llorens          | FC Barcelona                  |
| Primera División Fútbol Sala | Juan Luis Alonso      | CD Burela FS                  |
| Segunda División Fútbol Sala | Óscar Garcia Poveda   | Elche CF                      |

## V Edición: Temporada 2014/15[4]
|                              | Entrenador           | Equipo                      |
| ---------------------------- | -------------------- | --------------------------- |
| Primera División             | Unai Emery           | Sevilla FC                  |
| Segunda División             | Abelardo Fernández   | Real Sporting de Gijón      |
| Segunda División B Grupo I   | José Manuel Aira     | Real Murcia CF              |
| Segunda División B Grupo II  | José Ángel Ziganda   | Bilbao Athletic             |
| Segunda División B Grupo III | Vicente Moreno Peris | Club Gimnàstic de Tarragona |
| Segunda División B Grupo IV  | Eloy Jiménez         | UCAM Murcia CF              |
| Primera División Femenina    | Antonio Toledo       | Sporting Club de Huelva     |
| Primera División Fútbol Sala | Jesús Velasco        | Inter Fútbol Sala           |
| Segunda División Fútbol Sala | Óscar Garcia Poveda  | FC Barcelona "B"            |

## VI Edición: Temporada 2015/16[5]
|                              | Entrenador             | Equipo                       |
| ---------------------------- | ---------------------- | ---------------------------- |
| Primera División             | José Luis Mendilibar   | SD Eibar                     |
| Segunda División             | Juan Ramón López Muñiz | AD Alcorcón                  |
| Segunda División B Grupo I   | Juan Ferrando          | Cultural y Deportiva Leonesa |
| Segunda División B Grupo II  | Aitor Zulaika          | Real Unión                   |
| Segunda División B Grupo III | Miguel Álvarez         | CE Sabadell FC               |
| Segunda División B Grupo IV  | José María Salmerón    | UCAM Murcia CF               |
| Primera División Femenina    | Joseba Aguirre López   | Athletic Club                |
| Primera División Fútbol Sala | Jesús Velasco          | Inter Fútbol Sala            |
| Segunda División Fútbol Sala | Juan Carlos Guillamón  | Cartagena Fútbol Sala        |

## VII Edición: Temporada 2017/18[6]
|                              | Entrenador                  | Equipo               |
| ---------------------------- | --------------------------- | -------------------- |
| Primera División             | José Bordalás               | Getafe CF            |
| Segunda División             | Joan Francesc Ferrer "Rubi" | SD Huesca            |
| Segunda División B Grupo I   | Rubén Albés                 | RC Celta de Vigo "B" |
| Segunda División B Grupo II  | Gaizka Garitano             | Bilbao Athletic      |
| Segunda División B Grupo III | Vicente Moreno              | RCD Mallorca         |
| Segunda División B Grupo IV  | Fernando Estévez            | Marbella FC          |
| Primera División Femenina    | María del Mar Fernández     | Real Betis Balompié  |
| Primera División Fútbol Sala | Daniel Rodríguez            | Jaén Fútbol Sala     |
| Segunda División Fútbol Sala | Manuel Luiggi               | UMA Antequera        |

## VIII Edición: Temporada 2018/19[7]
|                              | Entrenador          | Equipo                        |
| ---------------------------- | ------------------- | ----------------------------- |
| Primera División             | Mauricio Pellegrino | CD Leganés                    |
| Segunda División             | Luis Miguel Ramis   | Albacete Balompié             |
| Segunda División B Grupo I   | Baldomero Hermoso   | CF Fuenlabrada                |
| Segunda División B Grupo II  | Iván Ania           | Real Racing Club de Santander |
| Segunda División B Grupo III | Javier Mandiola     | CD Atlético Baleares          |
| Segunda División B Grupo IV  | Luciano Martín      | Sevilla Atlético              |
| Primera División Femenina    | Gonzalo Arconada    | Real Sociedad                 |
| Primera División Fútbol Sala | Imanol Arregui      | CA Osasuna                    |
| Segunda División Fútbol Sala | Juan Manuel Marrube | CD Burela FS                  |

## IX Edición: Temporada 2021/22[8]
|                                       | Entrenador                  | Equipo                        |
| ------------------------------------- | --------------------------- | ----------------------------- |
| Primera División                      | Carlo Ancelotti             | Real Madrid CF                |
| Segunda División                      | José Rojo "Pacheta"         | Real Valladolid CF            |
| Primera Federación Grupo I            | Guillermo Fernández         | Real Racing Club de Santander |
| Primera Federación Grupo II           | Miguel Álvarez              | Villarreal CF "B"             |
| Segunda Federación Grupo I            | Ángel Rodríguez             | Pontevedra CF                 |
| Segunda Federación Grupo II           | Santi Castillejo            | CA Osasuna "B"                |
| Segunda Federación Grupo III          | Diego Martínez              | CD Numancia de Soria          |
| Segunda Federación Grupo IV           | Germán Crespo               | Córdoba CF                    |
| Segunda Federación Grupo V            | Gustavo Siviero             | CF Intercity                  |
| Primera División Femenina             | Jonatan Giráldez            | FC Barcelona                  |
| Primera División Fútbol Sala          | Jesús Velasco               | FC Barcelona                  |
| Segunda División Fútbol Sala          | José Antonio Borrego "Tete" | UMA Antequera                 |
| Primera División Fútbol Sala Femenina | Andrés Sanz                 | Atlético Navalcarnero         |